# Meridiano 173 W
O meridiano 173 W é um meridiano que, partindo do Polo Norte, atravessa o Oceano Ártico, Ásia, Oceano Pacífico, Oceano Antártico, Antártida e chega ao Polo Sul. Forma um círculo máximo com o Meridiano 7 E.
Começando no Polo Norte, o meridiano 173º Oeste tem os seguintes cruzamentos:
| País, território ou mar | Notas                                             |
| ----------------------- | ------------------------------------------------- |
| Oceano Ártico           |                                                   |
| Mar de Chukchi          |                                                   |
| Rússia                  | Okrug Autónomo de Chukotka - Península de Chukchi |
| Mar de Bering           |                                                   |
| Estados Unidos          | Ilha de São Mateus, Alasca                        |
| Mar de Bering           |                                                   |
| Estados Unidos          | Ilha Amlia, Alasca                                |
| Oceano Pacífico         | Passa a oeste da ilha Savai'i, Samoa              |
| Oceano Antártico        |                                                   |
| Antártida               | Dependência de Ross, reclamada pela Nova Zelândia |